# Mārcis Kalniņš
Mārcis Kalniņš (Kuldīga, 5 mei 1998) is een Lets wielrenner die tussen eind maard en begin september 2017 reed voor Rietumu Banka-Riga.

## Carrière
Als junior nam Kalniņš tweemaal deel aan het Europese kampioenschap. Daarnaast werd hij in 2016 nationaal kampioen op de weg, door Kristaps Pelčers twee seconden voor te blijven.
In 2017 werd Kalniņš nationaal kampioen tijdrijden bij de beloften. Zijn ploeggenoten Deins Kaņepējs en Ēriks Toms Gavars eindigden op de dichtste ereplaatsen.

## Overwinningen
2016
 Lets kampioen op de weg, Junioren
2017
 Lets kampioen tijdrijden, Beloften

## Ploegen
- 2017 –  Rietumu Banka-Riga (vanaf 29-3, tot 5-9)

Ālītis · Bēcis · Beļēvičs · Bogdanovičs · Gavars · Kalniņš · Kaņepējs · Liepiņš · Lukševics · Pruus · Rubenis · Sokorin · Vaitkus · Vosekalns